# Processus ciliares

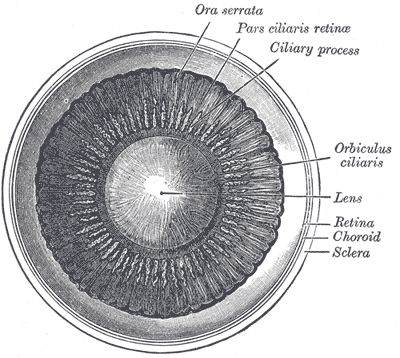
Binnenkant van voorste helft van oogbol. Processus ciliares bovenaan rechts afgebeeld als “Ciliary process”.

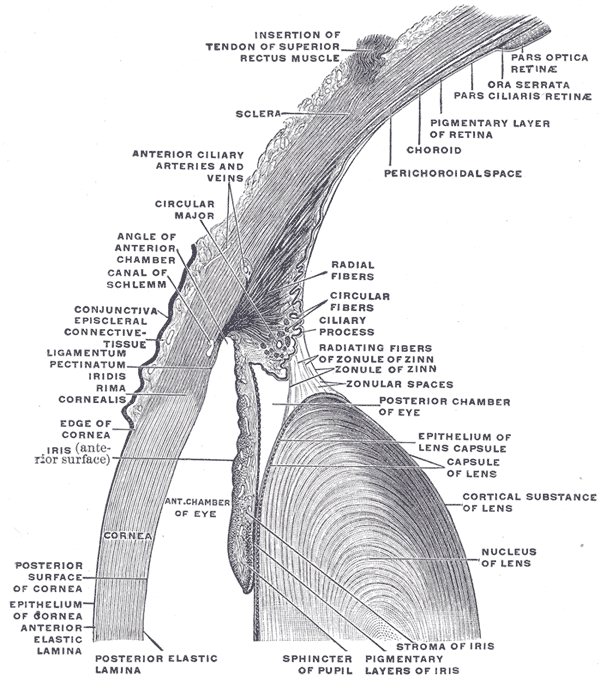
Sagittaal diagram van het oog. Ciliair proces aangeduid boven de lens, met “CILIARY PROCESS”.

De processus ciliares of ciliaire processen worden gevormd door het naar binnen vouwen van de verschillende lagen van het vaatvlies, meer bepaald het vaatvlies zelf en het membraan van Bruch, en komen terecht tussen gelijkaardige vouwen van de zonula ciliaris in het menselijk oog. 